# Trofeo Alfredo Binda-Comune di Cittiglio 2013
De 38e editie van de Italiaanse wielerwedstrijd Trofeo Alfredo Binda-Comune di Cittiglio werd gehouden op 24 maart 2013. De start lag in Laveno-Mombello, de aankomst in Cittiglio. Het was de tweede wedstrijd van de Wereldbeker Wielrennen voor Vrouwen 2013. De Italiaanse Elisa Longo Borghini kwam over de aankomstlijn met bijna twee minuten voorsprong  op de Zweedse Emma Johansson en de Nederlandse  Ellen van Dijk. Met een zesde plaats, behield Marianne Vos de leiding in de wereldbekerstand.

## Uitslag
| Plaats  | Naam                     | Ploeg                       | Tijd     |
| ------- | ------------------------ | --------------------------- | -------- |
| Winnaar | Elisa Longo Borghini     | Hitec Products              | 3u12'16" |
| 2       | Emma Johansson           | Orica-AIS                   | +1'44"   |
| 3       | Ellen van Dijk           | Specialized-Lululemon       | z.t.     |
| 4       | Amanda Spratt            | Orica-AIS                   | +1'51"   |
| 5       | Chantal Blaak            | Team TIBCO - To The Top     | +2'21"   |
| 6       | Marianne Vos             | Rabobank-Liv/giant          | z.t.     |
| 7       | Annemiek van Vleuten     | Rabobank-Liv/giant          | z.t.     |
| 8       | Rossella Ratto           | Hitec Products              | z.t.     |
| 9       | Anna van der Breggen     | Sengers Ladies Cycling Team | z.t.     |
| 10      | Carmen Small             | Specialized-Lululemon       | z.t.     |
| 11      | Loes Gunnewijk           | Orica-AIS                   | z.t.     |
| 12      | Lisa Brennauer           | Specialized-Lululemon       | z.t.     |
| 13      | Lauren Kitchen           | Wiggle Honda                | z.t.     |
| 14      | Marijn de Vries          | Lotto Belisol Ladies        | z.t.     |
| 15      | Christel Ferrier-Bruneau | Faren-Let's Go Finland      | z.t.     |
| 16      | Tiffany Cromwell         | Orica-AIS                   | z.t.     |
| 17      | Alena Amialiusik         | BePink                      | z.t.     |
| 18      | Adrie Visser             | Boels Dolmans Cycling Team  | z.t.     |
| 19      | Lucie Pader              | Frankrijk                   | z.t.     |
| 20      | Inga Cilvinaite          | Pasta Zara-Cogeas-Manhattan | z.t.     |

1974 · 1975 · 1976 · 1977 · 1978 · 1979 · 1980 · 1981 · 1982 · 1983 · 1984 · 1985 · 1986 · 1987 · 1988 · 1989 · 1990 · 1991 · 1992 · 1993 · 1994 · 1995 · 1996 · 1997 · 1998 · 1999 · 2000 · 2001 · 2002 · 2003 · 2004 · 2005 · 2006 · 2007 · 2008 · 2009 · 2010 · 2011 · 2012 · 2013 · 2014 · 2015 · 2016 · 2017 · 2018 · 2019 · 2020 · 2021 · 2022 · 2023 · 2024 · 2025